# Intensité colorante
L'intensité colorante est une mesure optique d'absorbance pour un vin. Elle permet de différencier des vins selon la quantité de matière colorante qui les compose.

## Description
L'intensité est un critère analytique, elle est plus significative sur les vins rouges que les vins blancs, les rosés se situant entre les deux. Elle est influencée par l’origine, le cépage, l’aire de production, le millésime, le rendement à l’hectare, le rapport volume/poids de la baie, la date de vendange, l’état sanitaire du raisin, la vinification, l’élevage et la conservation. Elle peut donner une indication sur la richesse substantielle du vin.
Elle est due aux pigments colorants : anthocyanes (rouge), ou flavones (jaune).

## Mesure
L'intensité colorante, elle, peut être mesurée optiquement, par la somme de différentes longueurs d'onde. C'est une évaluation analytique et non sensorielle, elle représente cependant un indicateur, l'intensité colorante ayant tendance à baisser lors du vieillissement d'un vin, cela correspond à une baisse d'absorbance de la lumière par le vin, donc un vin plus clair.
Il existe deux méthodes de mesure, la plus ancienne, l'intensité colorante, et la plus récente, l'intensité colorante modifiée.

### Intensité colorante
L’intensité colorante est la somme des mesures de densité optique aux longueurs d'onde de 420 nm et 520 nm qui correspondent respectivement aux couleurs jaune et rouge.
- I = DO 420 + DO 520

### Intensité colorante modifiée
L’intensité colorante modifiée est la somme des mesures de densité optique aux longueurs d'onde de 420 nm, 520 nm et 620 nm qui représentent respectivement les couleurs jaune, rouge et bleu.
- I = DO 420 + DO 520 + DO 620

Un vin rosé a une intensité colorante modifiée située généralement entre 0,4 et 0,9 points de densité optique, les vins clairets entre 1,2 et 2,5, et les vins rouges au delà de 3 points de densité optique.

## Législation
Certains cahiers des charges d'appellation d'origine contrôlée requièrent une intensité colorante modifiée minimale pour prétendre à la dénomination. Par exemple, pour l'appellation Côtes du Rhône Villages, elle doit être de 7 points de densité optique minimum, et de 12 pour le Madiran.

## Dégustation
Lors de la dégustation du vin, un vocabulaire permet d'en exprimer le niveau d'intensité visuel de façon arbitraire.
- Une intensité faible est qualifiée de légère, peu intense, peu marquée, pâle, claire, de faible intensité.
- Une intensité moyenne , assez intense ou de moyenne intensité.
- Une intensité forte est décrite comme intense, soutenue, de forte intensité, sombre, foncée, dense, profonde.